# Parc national de Bukit Tigapuluh
Le parc national de Bukit Tigapuluh (parc national des trente collines en indonésien est un parc national d'Indonésie situé dans les provinces de Jambi et de Riau, sur l'île de Sumatra.
Sa superficie est de 143 143 hectares. Il est constitué de plaines couvertes de forêt humide. Il comporte également des zones de marécage et des hautes terres.
Le parc est habité par la communauté coutumière des Talang Mamak.

## Faune
Le parc abrite des espèces menacées comme le tigre de Sumatra (Panthera tigris sumatraensis), le tapir (Tapirus indicus), des primates comme le siamang (Symphalangus syndactylus), l' ungko ou gibbon agile (de l'espèce Hylobates), et des oiseaux comme les Bucerotidae et l' Argusianus argus.

## Flore
On y trouve des espèces menacées comme la Rafflesia hasseltii et la Rafflesia arnoldi ainsi qu'une espèce d'Amorphophallus.